# Ligue européenne masculine de handball 2023-2024
Navigation
Ligue européenne 2022-2023 Ligue européenne 2024-2025
La saison 2023-2024 de la Ligue européenne masculine de handball est la 43e édition de la compétition, anciennement Coupe de l'IHF puis Coupe de l'EHF. Organisée par l'EHF, elle met aux prises 37 équipes européennes et constitue le deuxième échelon européen derrière la Ligue des champions (C1) et devant la Coupe européenne (C4).
Le club allemand du Füchse Berlin est le tenant du titre mais est battu en finale par leurs compatriotes du SG Flensburg-Handewitt qui remportent ici leur deuxième titre dans la compétition, leur sixième coupe d'Europe au total.

## Présentation

### Modalités
Une nouvelle formule est introduite pour cette saison 2023/24 et se déroule selon les phases suivantes :
- un tour de qualification opposant 10 équipes en matchs aller et retour. Les 5 vainqueurs sont qualifiés pour le tour préliminaire.
- une tour préliminaire opposant les 27 équipes déjà qualifiées ainsi que les 5 vainqueurs du tour de qualification. Les 8 groupes de 4 équipes chacun sont joués sous la forme d'un mini-championnat en matchs aller et retour. Les 2 meilleures équipes de chaque groupe accèdent au tour principal. À noter que lors du tirage au sort, les équipes d'un même pays ne peuvent pas être réunies dans le même groupe.
- un tour principal opposant 16 équipes réparties en 4 groupes de 4 équipes chacun, disputé sous la forme d'un mini-championnat en matchs aller et retour. Les vainqueurs accèdent directement aux quarts de finale, tandis que les équipes classées 2e et 3e se qualifient pour les barrages.
- des barrages opposant 8 équipes dans 4 matchs aller et retour différents. Les vainqueurs accèdent aux quarts de finale.
- la phase finale, débutant au stade des quarts de finale et se terminant lors de la finale à quatre disputée sur un même week-end. Un tirage au sort détermine les oppositions en demi-finales.

### Attribution des places
À compter de cette saison, l'EHF a décidé de séparer les classements des trois coupes d'Europe. Ainsi, le classements pour la saison 2023-2024 dépend uniquement des résultats des clubs de la fédération dans cette compétition entre la saison 2019-2020 et la saison 2021-2022. Ainsi, les fédérations 1 à 2 peuvent qualifier quatre clubs, les fédérations 3 à 9 peuvent qualifier trois clubs, les fédérations 10 à 18 peuvent qualifier deux clubs et les fédérations en dessous du top 18 sont autorisées à postuler à un club pour une éventuelle invitation (wildcard).
Finalement, le nombre de clubs qualifiés selon les fédérations est :
| Rang | Championnat       | Coeff. | Places   | Places |
| Rang | Championnat       | Coeff. | Attribué | Réel   |
| ---- | ----------------- | ------ | -------- | ------ |
| 1    | Allemagne         | 129,33 | 4        | 4      |
| 2    | Portugal          | 99,67  | 4        | 4      |
| 3    | France            | 78,67  | 3        | 2      |
| 4    | Pologne           | 77,00  | 3        | 2      |
| 5    | Danemark          | 61,00  | 3        | 2      |
| 6    | Croatie           | 53,00  | 3        | 1      |
| 7    | Suède             | 47,00  | 3        | 3      |
| 8    | Suisse            | 46,00  | 3        | 2      |
| 9    | Espagne           | 45,33  | 3        | 3      |
| 10   | Slovénie          | 45,00  | 2        | 2      |
| 11   | Macédoine du Nord | 39,67  | 2        | 2      |
| 13   | Hongrie           | 31,33  | 2        | 0      |
| 13   | Autriche          | 31,33  | 2        | 0      |

| Rang | Championnat | Coeff. | Places   | Places |
| Rang | Championnat | Coeff. | Attribué | Réel   |
| ---- | ----------- | ------ | -------- | ------ |
| 15   | Slovaquie   | 20,00  | 2        | 1      |
| 16   | Roumanie    | 18,00  | 2        | 2      |
| 17   | Grèce       | 17,33  | 2        | 1      |
| 18   | Norvège     | 11,33  | 2        | 2      |
| 19   | Turquie     | 9,00   | 0        | 0      |
| 20   | Finlande    | 8,67   | 0        | 0      |
| 22   | Tchéquie    | 7,67   | 0        | 0      |
| 22   | Ukraine     | 7,67   | 0        | 0      |
| 24   | Islande     | 7,00   | 0        | 0      |
| 24   | Belgique    | 7,00   | 0        | 0      |
| 26   | Serbie      | 4,33   | 0        | 1      |
| 26   | Israël      | 4,33   | 0        | 0      |
| 28   | Luxembourg  | 3,67   | 0        | 0      |

| Rang    | Championnat        | Coeff. | Places   | Places |
| Rang    | Championnat        | Coeff. | Attribué | Réel   |
| ------- | ------------------ | ------ | -------- | ------ |
| 29      | Italie             | 3,00   | 0        | 0      |
| 30      | Bosnie-Herzégovine | 1,00   | 0        | 1      |
| 30      | Estonie            | 1,00   | 0        | 0      |
| 30      | Grande-Bretagne    | 1,00   | 0        | 0      |
| 30      | Géorgie            | 1,00   | 0        | 0      |
| 30      | Lituanie           | 1,00   | 0        | 0      |
| 30      | Malte              | 1,00   | 0        | 0      |
| 30      | Monténégro         | 1,00   | 0        | 1      |
| 37      | Kosovo             | 0,33   | 0        | 0      |
| 37      | Pays-Bas           | 0,33   | 0        | 0      |
| 39 à 50 | 11 pays            | 0,00   | 0        | 0      |
| 12      | Russie             | 32,67  | 2        | 0      |
| 21      | Biélorussie        | 8,00   | 0        | 0      |

Remarques :
- les fédérations de Russie et de Biélorussie sont suspendues jusqu'à nouvel ordre.
- le nombre de clubs participants diffère du nombre de places attribuées soit parce que les clubs concernés ont été retenu en Ligue des champions (C1), soit parce que les clubs concernés ont préféré participer à la Coupe européenne (C4) ou même renoncer à toute participation en coupe d'Europe, généralement pour raison financière.

### Équipes qualifiées
La liste complète des participants, après validation des places supplémentaires, sur-classements et sous-classements est dévoilée le 18 juillet 2023.
Entre parenthèses est indiqué le motif de qualification de chaque équipe :
- 1er, 2e, etc. : classement dans le championnat national
- 1/2 ou 1/4 : demi-finaliste ou quart-de-finaliste du championnat national.
- C ou fC : vainqueur ou finaliste de la coupe nationale

## Phase de qualification

### Tour de qualification
Le tirage au sort des oppositions a eu lieu le 18 juillet 2023., les matchs aller se déroulent les 26 et 27 août 2023 et les matchs retour une semaine plus tard, les 2 et 3 septembre. Les résultats sont :
| Équipe 1              | Score | Équipe 2              | Aller | Retour       |
| --------------------- | ----- | --------------------- | ----- | ------------ |
| Ystads IF             | 49–63 | TSV Hannover-Burgdorf | 28–33 | 21–30        |
| RK Trimo Trebnje      | 57–58 | ABC Braga/UMinho      | 31–29 | 26–29        |
| Águas Santas Milaneza | 43–44 | Pfadi Winterthur      | 24–22 | 19–22        |
| Vardar Skopje         | 58–71 | Rhein-Neckar Löwen    | 25–34 | 33–37        |
| CSM Constanța         | 52–51 | BM Granollers         | 27–29 | 20–18 5-4tab |

## Tour préliminaire

### Groupe A
| Rang | Équipe             | Pts | J | G | N | P | Bp  | Bc  | Diff | Qualification  |  | NAN   | RNL   | BEN   | KRI   |
| ---- | ------------------ | --- | - | - | - | - | --- | --- | ---- | -------------- |  | ----- | ----- | ----- | ----- |
| 1    | HBC Nantes         | 10  | 6 | 5 | 0 | 1 | 201 | 177 | +24  | Tour principal |  | —     | 32–25 | 37–28 | 31–27 |
| 2    | Rhein-Neckar Löwen | 10  | 6 | 5 | 0 | 1 | 198 | 177 | +21  | Tour principal |  | 36–32 | —     | 39–30 | 36–28 |
| 3    | Benfica Lisbonne   | 4   | 6 | 2 | 0 | 4 | 194 | 210 | −16  | Éliminé        |  | 34–38 | 35–36 | —     | 36–33 |
| 4    | IFK Kristianstad   | 0   | 6 | 0 | 0 | 6 | 162 | 191 | −29  | Éliminé        |  | 27–31 | 20–26 | 27–31 | —     |

### Groupe B
| Rang | Équipe                | Pts | J | G | N | P | Bp  | Bc  | Diff | Qualification  |  | HAN   | GOZ   | LUZ   | AEK   |
| ---- | --------------------- | --- | - | - | - | - | --- | --- | ---- | -------------- |  | ----- | ----- | ----- | ----- |
| 1    | TSV Hannover-Burgdorf | 11  | 6 | 5 | 1 | 0 | 192 | 164 | +28  | Tour principal |  | —     | 34–28 | 30–30 | 31–25 |
| 2    | Górnik Zabrze         | 7   | 6 | 3 | 1 | 2 | 179 | 171 | +8   | Tour principal |  | 29–32 | —     | 32–28 | 30–21 |
| 3    | HC Kriens-Lucerne     | 4   | 6 | 1 | 2 | 3 | 179 | 180 | −1   | Éliminé        |  | 23–31 | 30–30 | —     | 39–27 |
| 4    | AEK Athènes           | 2   | 6 | 1 | 0 | 5 | 158 | 193 | −35  | Éliminé        |  | 29–34 | 26–30 | 30–29 | —     |

### Groupe C
| Rang | Équipe             | Pts | J | G | N | P | Bp  | Bc  | Diff | Qualification  |  | SAV   | GOR   | CUE   | WIN   |
| ---- | ------------------ | --- | - | - | - | - | --- | --- | ---- | -------------- |  | ----- | ----- | ----- | ----- |
| 1    | IK Sävehof         | 11  | 6 | 5 | 1 | 0 | 207 | 160 | +47  | Tour principal |  | —     | 36–34 | 40–27 | 41–20 |
| 2    | RK Gorenje Velenje | 5   | 6 | 2 | 1 | 3 | 182 | 170 | +12  | Tour principal |  | 28–28 | —     | 28–20 | 34–26 |
| 3    | BM Cuenca          | 4   | 6 | 2 | 0 | 4 | 153 | 181 | −28  | Éliminé        |  | 22–30 | 28–27 | —     | 28–24 |
| 4    | Pfadi Winterthur   | 4   | 6 | 2 | 0 | 4 | 163 | 194 | −31  | Éliminé        |  | 29–32 | 32–31 | 32–28 | —     |

### Groupe D
| Rang | Équipe                   | Pts | J | G | N | P | Bp  | Bc  | Diff | Qualification  |  | NEX   | SKJ   | BRA   | POV   |
| ---- | ------------------------ | --- | - | - | - | - | --- | --- | ---- | -------------- |  | ----- | ----- | ----- | ----- |
| 1    | RK Nexe Našice           | 10  | 6 | 5 | 0 | 1 | 215 | 172 | +43  | Tour principal |  | —     | 39–25 | 38–28 | 35–28 |
| 2    | Skjern Håndbold          | 8   | 6 | 4 | 0 | 2 | 191 | 172 | +19  | Tour principal |  | 33–30 | —     | 32–25 | 42–22 |
| 3    | ABC Braga/UMinho         | 4   | 6 | 2 | 0 | 4 | 173 | 188 | −15  | Éliminé        |  | 30–34 | 25–32 | —     | 31–26 |
| 4    | HC MŠK Považská Bystrica | 2   | 6 | 1 | 0 | 5 | 161 | 208 | −47  | Éliminé        |  | 28–39 | 31–27 | 26–34 | —     |

### Groupe E
| Rang | Équipe                 | Pts | J | G | N | P | Bp  | Bc  | Diff | Qualification  |  | FLE   | KAD   | ELV   | LOV   |
| ---- | ---------------------- | --- | - | - | - | - | --- | --- | ---- | -------------- |  | ----- | ----- | ----- | ----- |
| 1    | SG Flensburg-Handewitt | 10  | 6 | 5 | 0 | 1 | 218 | 162 | +56  | Tour principal |  | —     | 46–32 | 38–35 | 42–19 |
| 2    | Kadetten Schaffhouse   | 8   | 6 | 4 | 0 | 2 | 181 | 183 | −2   | Tour principal |  | 25–24 | —     | 32–30 | 36–26 |
| 3    | Elverum Handball       | 6   | 6 | 3 | 0 | 3 | 192 | 181 | +11  | Éliminé        |  | 32–33 | 31–27 | —     | 37–25 |
| 4    | RK Lovćen Cetinje      | 0   | 6 | 0 | 0 | 6 | 141 | 206 | −65  | Éliminé        |  | 19–35 | 26–29 | 26–27 | —     |

### Groupe F
| Rang | Équipe                | Pts | J | G | N | P | Bp  | Bc  | Diff | Qualification  |  | SIL   | VOJ   | ALK   | LOG   |
| ---- | --------------------- | --- | - | - | - | - | --- | --- | ---- | -------------- |  | ----- | ----- | ----- | ----- |
| 1    | Bjerringbro-Silkeborg | 10  | 6 | 5 | 0 | 1 | 183 | 158 | +25  | Tour principal |  | —     | 26–22 | 35–31 | 34–25 |
| 2    | RK Vojvodina Novi Sad | 8   | 6 | 4 | 0 | 2 | 172 | 163 | +9   | Tour principal |  | 29–28 | —     | 34–29 | 24–25 |
| 3    | RK Alkaloid           | 3   | 6 | 1 | 1 | 4 | 166 | 187 | −21  | Éliminé        |  | 23–31 | 26–31 | —     | 28–27 |
| 4    | Logroño La Rioja      | 3   | 6 | 1 | 1 | 4 | 163 | 176 | −13  | Éliminé        |  | 28–29 | 29–32 | 29–29 | —     |

### Groupe G
| Rang | Équipe              | Pts | J | G | N | P | Bp  | Bc  | Diff | Qualification  |  | BER   | BUC   | CHA   | IZV   |
| ---- | ------------------- | --- | - | - | - | - | --- | --- | ---- | -------------- |  | ----- | ----- | ----- | ----- |
| 1    | Füchse Berlin       | 12  | 6 | 6 | 0 | 0 | 194 | 160 | +34  | Tour principal |  | —     | 33–30 | 24–22 | 34–23 |
| 2    | Dinamo Bucarest     | 8   | 6 | 4 | 0 | 2 | 218 | 168 | +50  | Tour principal |  | 32–33 | —     | 36–33 | 52–24 |
| 3    | Chambéry Savoie MBH | 4   | 6 | 2 | 0 | 4 | 181 | 181 | 0    | Éliminé        |  | 31–36 | 21–28 | —     | 34–30 |
| 4    | RK Izviđač Ljubuški | 0   | 6 | 0 | 0 | 6 | 150 | 234 | −84  | Éliminé        |  | 22–34 | 24–40 | 27–40 | —     |

### Groupe H
| Rang | Équipe         | Pts | J | G | N | P | Bp  | Bc  | Diff | Qualification  |  | CON   | SPO   | TAT   | CHR   |
| ---- | -------------- | --- | - | - | - | - | --- | --- | ---- | -------------- |  | ----- | ----- | ----- | ----- |
| 1    | CSM Constanța  | 9   | 6 | 4 | 1 | 1 | 172 | 158 | +14  | Tour principal |  | —     | 29–28 | 28–25 | 29–18 |
| 2    | Sporting CP    | 8   | 6 | 4 | 0 | 2 | 199 | 158 | +41  | Tour principal |  | 34–28 | —     | 36–28 | 37–20 |
| 3    | Tatabánya KC   | 6   | 6 | 3 | 0 | 3 | 175 | 171 | +4   | Éliminé        |  | 24–29 | 31–29 | —     | 37–24 |
| 4    | Chrobry Głogów | 1   | 6 | 0 | 1 | 5 | 138 | 197 | −59  | Éliminé        |  | 29–29 | 22–35 | 25–30 | —     |

## Tour principal

### Groupe I
| Rang | Équipe                | Pts | J | G | N | P | Bp  | Bc  | Diff | Qualification |  | NAN   | RHE   | HAN   | GOZ   |
| ---- | --------------------- | --- | - | - | - | - | --- | --- | ---- | ------------- |  | ----- | ----- | ----- | ----- |
| 1    | HBC Nantes            | 10  | 6 | 5 | 0 | 1 | 197 | 164 | +33  | 1/4 de finale |  | —     | 32–25 | 33–26 | 31–23 |
| 2    | Rhein-Neckar Löwen    | 8   | 6 | 4 | 0 | 2 | 173 | 166 | +7   | Barrages      |  | 36–32 | —     | 27–26 | 27–23 |
| 3    | TSV Hannover-Burgdorf | 4   | 6 | 2 | 0 | 4 | 174 | 187 | −13  | Barrages      |  | 32–38 | 24–32 | —     | 34–28 |
| 4    | Górnik Zabrze         | 2   | 6 | 1 | 0 | 5 | 154 | 181 | −27  | Éliminé       |  | 22–31 | 29–26 | 29–32 | —     |

### Groupe II
| Rang | Équipe             | Pts | J | G | N | P | Bp  | Bc  | Diff | Qualification |  | SKJ   | SAV   | NEX   | GOR   |
| ---- | ------------------ | --- | - | - | - | - | --- | --- | ---- | ------------- |  | ----- | ----- | ----- | ----- |
| 1    | Skjern Håndbold    | 8   | 6 | 4 | 0 | 2 | 194 | 185 | +9   | 1/4 de finale |  | —     | 33–34 | 33–30 | 45–31 |
| 2    | IK Sävehof         | 7   | 6 | 3 | 1 | 2 | 187 | 181 | +6   | Barrages      |  | 27–29 | —     | 34–28 | 36–34 |
| 3    | RK Nexe Našice     | 7   | 6 | 3 | 1 | 2 | 187 | 174 | +13  | Barrages      |  | 39–25 | 29–28 | —     | 34–27 |
| 4    | RK Gorenje Velenje | 2   | 6 | 0 | 2 | 4 | 171 | 199 | −28  | Éliminé       |  | 24–29 | 28–28 | 27–27 | —     |

### Groupe III
| Rang | Équipe                 | Pts | J | G | N | P | Bp  | Bc  | Diff | Qualification |  | FLE   | SIL   | KAD   | VOJ   |
| ---- | ---------------------- | --- | - | - | - | - | --- | --- | ---- | ------------- |  | ----- | ----- | ----- | ----- |
| 1    | SG Flensburg-Handewitt | 10  | 6 | 5 | 0 | 1 | 231 | 167 | +64  | 1/4 de finale |  | —     | 38–28 | 46–32 | 42–30 |
| 2    | Bjerringbro-Silkeborg  | 6   | 6 | 3 | 0 | 3 | 178 | 197 | −19  | Barrages      |  | 26–45 | —     | 36–30 | 26–22 |
| 3    | Kadetten Schaffhouse   | 4   | 6 | 2 | 0 | 4 | 168 | 188 | −20  | Barrages      |  | 25–24 | 33–34 | —     | 27–24 |
| 4    | RK Vojvodina Novi Sad  | 4   | 6 | 2 | 0 | 4 | 155 | 180 | −25  | Éliminé       |  | 26–36 | 29–28 | 24–21 | —     |

### Groupe IV
| Rang | Équipe          | Pts | J | G | N | P | Bp  | Bc  | Diff | Qualification |  | SPO   | BER   | BUC   | CON   |
| ---- | --------------- | --- | - | - | - | - | --- | --- | ---- | ------------- |  | ----- | ----- | ----- | ----- |
| 1    | Sporting CP     | 10  | 6 | 5 | 0 | 1 | 192 | 176 | +16  | 1/4 de finale |  | —     | 32–28 | 35–33 | 34–28 |
| 2    | Füchse Berlin   | 8   | 6 | 4 | 0 | 2 | 192 | 186 | +6   | Barrages      |  | 31–32 | —     | 33–30 | 35–30 |
| 3    | Dinamo Bucarest | 4   | 6 | 2 | 0 | 4 | 188 | 180 | +8   | Barrages      |  | 27–31 | 32–33 | —     | 33–23 |
| 4    | CSM Constanța   | 2   | 6 | 1 | 0 | 5 | 165 | 195 | −30  | Éliminé       |  | 29–28 | 29–32 | 25–33 | —     |

## Phase finale
|  | Barrage | Barrage              | Barrage | Barrage    |      |               | Quart de finale | Quart de finale | Quart de finale | Quart de finale |
|  |         |                      |         |            |      |               |                 |                 |                 |                 |
|  |         |                      |         |            |      |               |                 |                 |                 |                 |
|  | III-3   | Kadetten Schaffhouse | 28      | 28         |      |               |                 |                 |                 |                 |
|  | III-3   | Kadetten Schaffhouse | 28      | 28         |      |               |                 |                 |                 |                 |
|  | IV-2    | Füchse Berlin        | 32      | 34         |      |               |                 |                 |                 |                 |
|  | IV-2    | Füchse Berlin        | 32      | 34         | IV-2 | Füchse Berlin | 33              | 37              |                 |                 |
|  |         |                      |         |            | IV-2 | Füchse Berlin | 33              | 37              |                 |                 |
|  |         |                      | I-1     | HBC Nantes | 33   | 30            |                 |                 |                 |                 |
|  |         |                      |         |            | 33   | 30            |                 |                 |                 |                 |
|  |         |                      |         |            |      |               |                 |                 |                 |                 |
|  |         |                      |         |            |      |               |                 |                 |                 |                 |
|  |         |                      |         |            |      |               |                 |                 |                 |                 |

|  | Barrage | Barrage               | Barrage | Barrage         |      |                 | Quart de finale | Quart de finale | Quart de finale | Quart de finale |
|  |         |                       |         |                 |      |                 |                 |                 |                 |                 |
|  |         |                       |         |                 |      |                 |                 |                 |                 |                 |
|  | IV-3    | Dinamo Bucarest       | 37      | 27              |      |                 |                 |                 |                 |                 |
|  | IV-3    | Dinamo Bucarest       | 37      | 27              |      |                 |                 |                 |                 |                 |
|  | III-2   | Bjerringbro-Silkeborg | 34      | 24              |      |                 |                 |                 |                 |                 |
|  | III-2   | Bjerringbro-Silkeborg | 34      | 24              | IV-3 | Dinamo Bucarest | 28              | 38              |                 |                 |
|  |         |                       |         |                 | IV-3 | Dinamo Bucarest | 28              | 38              |                 |                 |
|  |         |                       | II-1    | Skjern Håndbold | 27   | 34              |                 |                 |                 |                 |
|  |         |                       |         |                 | 27   | 34              |                 |                 |                 |                 |
|  |         |                       |         |                 |      |                 |                 |                 |                 |                 |
|  |         |                       |         |                 |      |                 |                 |                 |                 |                 |
|  |         |                       |         |                 |      |                 |                 |                 |                 |                 |

|  | Barrage | Barrage               | Barrage | Barrage                |      |            | Quart de finale | Quart de finale | Quart de finale | Quart de finale |
|  |         |                       |         |                        |      |            |                 |                 |                 |                 |
|  |         |                       |         |                        |      |            |                 |                 |                 |                 |
|  | I-3     | TSV Hannover-Burgdorf | 34      | 25                     |      |            |                 |                 |                 |                 |
|  | I-3     | TSV Hannover-Burgdorf | 34      | 25                     |      |            |                 |                 |                 |                 |
|  | II-2    | IK Sävehof            | 30      | 34                     |      |            |                 |                 |                 |                 |
|  | II-2    | IK Sävehof            | 30      | 34                     | II-2 | IK Sävehof | 30              | 29              |                 |                 |
|  |         |                       |         |                        | II-2 | IK Sävehof | 30              | 29              |                 |                 |
|  |         |                       | III-1   | SG Flensburg-Handewitt | 41   | 28         |                 |                 |                 |                 |
|  |         |                       |         |                        | 41   | 28         |                 |                 |                 |                 |
|  |         |                       |         |                        |      |            |                 |                 |                 |                 |
|  |         |                       |         |                        |      |            |                 |                 |                 |                 |
|  |         |                       |         |                        |      |            |                 |                 |                 |                 |

|  | Barrage | Barrage            | Barrage | Barrage     |     |                    | Quart de finale | Quart de finale | Quart de finale | Quart de finale |
|  |         |                    |         |             |     |                    |                 |                 |                 |                 |
|  |         |                    |         |             |     |                    |                 |                 |                 |                 |
|  | II-3    | Nexe Našice        | 19      | 29          |     |                    |                 |                 |                 |                 |
|  | II-3    | Nexe Našice        | 19      | 29          |     |                    |                 |                 |                 |                 |
|  | I-2     | Rhein-Neckar Löwen | 24      | 31          |     |                    |                 |                 |                 |                 |
|  | I-2     | Rhein-Neckar Löwen | 24      | 31          | I-2 | Rhein-Neckar Löwen | 32              | 28              |                 |                 |
|  |         |                    |         |             | I-2 | Rhein-Neckar Löwen | 32              | 28              |                 |                 |
|  |         |                    | IV-1    | Sporting CP | 29  | 29                 |                 |                 |                 |                 |
|  |         |                    |         |             | 29  | 29                 |                 |                 |                 |                 |
|  |         |                    |         |             |     |                    |                 |                 |                 |                 |
|  |         |                    |         |             |     |                    |                 |                 |                 |                 |
|  |         |                    |         |             |     |                    |                 |                 |                 |                 |

### Barrages
Les équipes ayant terminé deuxièmes de leur groupe affrontent une équipe classée troisième d'un autre groupe et reçoivent lors du match retour. 
Les matchs aller ont lieu le mardi 26 mars. Les matchs retours sont le mardi suivant, le 2 avril 2024.
| Équipe 1                     | Score   | Équipe 2                      | Aller   | Retour  |
| ---------------------------- | ------- | ----------------------------- | ------- | ------- |
| Kadetten Schaffhouse [III-3] | 56 – 66 | [IV-2] Füchse Berlin          | 28 – 32 | 28 – 34 |
| Dinamo Bucarest [IV-3]       | 64 – 58 | [III-2] Bjerringbro-Silkeborg | 37 – 34 | 27 – 24 |
| TSV Hannover-Burgdorf [I-3]  | 59 – 64 | [II-2] IK Sävehof             | 34 – 30 | 25 – 34 |
| Nexe Našice [II-3]           | 48 – 55 | [I-2] Rhein-Neckar Löwen      | 19 – 24 | 29 – 31 |

### Quarts de finale
Les vainqueurs de leur groupe du tour principal affrontent en quart de final le vainqueur d'un barrage. Ces confrontations sont prédéterminées. Les matchs aller ont lieu le mardi 23 avril. Les matchs retours sont le mardi suivant, le 30 avril 2024.
| Équipe 1                 | Score    | Équipe 2                       | Aller   | Retour  |
| ------------------------ | -------- | ------------------------------ | ------- | ------- |
| Füchse Berlin [IV-2]     | 70 – .63 | [I-1] HBC Nantes               | 33 – 33 | 37 – 30 |
| Dinamo Bucarest [IV-3]   | 66 – 61  | [II-1] Skjern Håndbold         | 28 – 27 | 38 – 34 |
| IK Sävehof [II-2]        | 59 – 69  | [III-1] SG Flensburg-Handewitt | 30 – 41 | 29 – 28 |
| Rhein-Neckar Löwen [I-2] | 60 – 58  | [IV-1] Sporting CP             | 32 – 29 | 28 – 29 |

| 23 avril 2024 20h45 | Füchse Berlin    | 33 – 33   | HBC Nantes       | Max-Schmeling-Halle, Berlin Affluence : 7 179 Arbitrage : Budzak, Zahradnik |
| 23 avril 2024 20h45 | Mathias Gidsel 9 | (17 – 15) | Aymeric Minne 10 | Max-Schmeling-Halle, Berlin Affluence : 7 179 Arbitrage : Budzak, Zahradnik |
| 23 avril 2024 20h45 | ×2               | EHF       | ×4               | Max-Schmeling-Halle, Berlin Affluence : 7 179 Arbitrage : Budzak, Zahradnik |

| 30 avril 2024 20h45 | HBC Nantes      | 30 – 37   | Füchse Berlin     | H Arena, Nantes Affluence : 5 902 Arbitrage : Leszczynski, Piechota |
| 30 avril 2024 20h45 | Valero Rivera 6 | (16 – 18) | Lasse Andersson 9 | H Arena, Nantes Affluence : 5 902 Arbitrage : Leszczynski, Piechota |
| 30 avril 2024 20h45 | ×4 ×1           | EHF       | ×2                | H Arena, Nantes Affluence : 5 902 Arbitrage : Leszczynski, Piechota |

| 23 avril 2024 18h45 | Dinamo Bucarest | 28 – 27   | Skjern Håndbold  | Sala Polivalentă Dinamo, Bucarest Affluence : 2 538 Arbitrage : Thiyagarajah, Thiyagarajah |
| 23 avril 2024 18h45 | Lazar Kukić 7   | (14 – 15) | Joaquim Nazaré 6 | Sala Polivalentă Dinamo, Bucarest Affluence : 2 538 Arbitrage : Thiyagarajah, Thiyagarajah |
| 23 avril 2024 18h45 | ×4              | EHF       | ×3               | Sala Polivalentă Dinamo, Bucarest Affluence : 2 538 Arbitrage : Thiyagarajah, Thiyagarajah |

| 30 avril 2024 18h45 | Skjern Håndbold | 34 – 38   | Dinamo Bucarest | Skjern Bank Arena, Skjern Affluence : 3 178 Arbitrage : Bolic, Hurich |
| 30 avril 2024 18h45 | Noah Gaudin 10  | (12 – 20) | Ante Kuduz 8    | Skjern Bank Arena, Skjern Affluence : 3 178 Arbitrage : Bolic, Hurich |
| 30 avril 2024 18h45 | ×3 ×1           | EHF       | ×3 ×1           | Skjern Bank Arena, Skjern Affluence : 3 178 Arbitrage : Bolic, Hurich |

| 23 avril 2024 18h45 | IK Sävehof       | 30 – 41   | SG Flensburg-Handewitt | Partille Arena, Partille Affluence : 4 408 Arbitrage : Cindric, Gonzurek |
| 23 avril 2024 18h45 | Berlin, Mittún 6 | (14 – 22) | Emil Jakobsen 9        | Partille Arena, Partille Affluence : 4 408 Arbitrage : Cindric, Gonzurek |
| 23 avril 2024 18h45 | ×2               | EHF       | ×1 ×2                  | Partille Arena, Partille Affluence : 4 408 Arbitrage : Cindric, Gonzurek |

| 30 avril 2024 18h45 | SG Flensburg-Handewitt   | 28 – 29   | IK Sävehof | Campushalle, Flensbourg Affluence : 4 825 Arbitrage : Horváth, Marton |
| 30 avril 2024 18h45 | Pytlick, Golla, Hansen 5 | (11 – 15) | Westby 5   | Campushalle, Flensbourg Affluence : 4 825 Arbitrage : Horváth, Marton |
| 30 avril 2024 18h45 | ×2 ×3                    | EHF       | ×1 ×2      | Campushalle, Flensbourg Affluence : 4 825 Arbitrage : Horváth, Marton |

| 23 avril 2024 20h45 | Rhein-Neckar Löwen   | 32 – 29   | Sporting CP       | SNP Dome, Heidelberg Affluence : 2 773 Arbitrage : Mitrevski, Todorovski |
| 23 avril 2024 20h45 | Niclas Kirkeløkke 10 | (19 – 14) | Francisco Costa 9 | SNP Dome, Heidelberg Affluence : 2 773 Arbitrage : Mitrevski, Todorovski |
| 23 avril 2024 20h45 | ×5                   | EHF       | ×2 ×4             | SNP Dome, Heidelberg Affluence : 2 773 Arbitrage : Mitrevski, Todorovski |

| 30 avril 2024 20h45 | Sporting CP        | 29 – 28   | Rhein-Neckar Löwen | Pavilhão João Rocha, Lisbonne Affluence : 2 407 Arbitrage : Tzaferopoulos, Bethmann |
| 30 avril 2024 20h45 | Francisco Costa 11 | (15 – 12) | Tobias Reichmann 7 | Pavilhão João Rocha, Lisbonne Affluence : 2 407 Arbitrage : Tzaferopoulos, Bethmann |
| 30 avril 2024 20h45 | ×1 ×6              | EHF       | ×1 ×4              | Pavilhão João Rocha, Lisbonne Affluence : 2 407 Arbitrage : Tzaferopoulos, Bethmann |

## Finale à quatre
La finale à quatre (ou en anglais : Final Four) est programmée les 25 et 26 mai 2024 dans la Barclays Arena d'Hambourg en Allemagne.
Un tirage au sort détermine les équipes qui s'affrontent en demi-finales.
|  | Demi-finales           | Demi-finales  |                        |    | Finale      | Finale      |
|  | Demi-finales           | Demi-finales  |                        |    | Finale      | Finale      |
|  |                        |               |                        |    |             |             |
|  | 25 mai 2024            | 25 mai 2024   |                        |    | 26 mai 2024 | 26 mai 2024 |
|  | 25 mai 2024            | 25 mai 2024   |                        |    | 26 mai 2024 | 26 mai 2024 |
|  | SG Flensburg-Handewitt | 38            |                        |    | 26 mai 2024 | 26 mai 2024 |
|  | SG Flensburg-Handewitt | 38            |                        |    | 26 mai 2024 | 26 mai 2024 |
|  | Dinamo Bucarest        | 32            |                        |    | 26 mai 2024 | 26 mai 2024 |
|  | Dinamo Bucarest        | 32            | SG Flensburg-Handewitt | 36 |             |             |
|  | 25 mai 2024            |               | SG Flensburg-Handewitt | 36 |             |             |
|  |                        | Füchse Berlin | 31                     |    |             |             |
|  | Rhein-Neckar Löwen     | Füchse Berlin | 31                     | 24 |             |             |
|  | Rhein-Neckar Löwen     |               |                        | 24 |             |             |
|  | Füchse Berlin          | 33            |                        |    |             |             |
|  | Füchse Berlin          | 33            | Match pour la 3e place |    |             |             |
|  |                        |               |                        |    |             |             |
|  | 26 mai 2024            |               |                        |    |             |             |
|  |                        |               |                        |    |             |             |
|  | Dinamo Bucarest        | 31            |                        |    |             |             |
|  | Dinamo Bucarest        | 31            |                        |    |             |             |
|  | Rhein-Neckar Löwen     | 32            |                        |    |             |             |
|  | Rhein-Neckar Löwen     | 32            |                        |    |             |             |

### Demi-finales
| 25 mai 2024 15h00 | SG Flensburg-Handewitt | 38 – 32 | Dinamo Bucarest   | Barclays Arena, Hambourg Arbitrage : Mazeika, Gatelis |
| 25 mai 2024 15h00 | Emil Jakobsen 11       | (18-11) | Andrij Akimenko 7 | Barclays Arena, Hambourg Arbitrage : Mazeika, Gatelis |
| 25 mai 2024 15h00 | ×1 ×5                  | EHF     | ×1 ×3             | Barclays Arena, Hambourg Arbitrage : Mazeika, Gatelis |

- SG Flensburg-Handewitt : Burić (0 arrêt sur 1 tir), Møller (11/41) – Pytlick (6 buts), Golla (3, ), Einarsson (2, ), Larsen (2), Gottfridsson (2), Jørgensen (1), Hansen (9), Horgen, Pedersen, Zivkovic, Jakobsen (11), Smits (1), Blagotinšek ( ), Møller (1).
- Dinamo Bucarest : Cupara (5 arrêts sur 42 tirs), Heidarirad (0/1) – Dedu (2 buts), Racoțea (), Negru, Pascual (4), Kukić (3), Kašpárek (6), Stanciuc, Rosta (3, ), Kuduz (5), Humet, Akimenko (7), Bokhan, Zein (2), Militaru ().

| 25 mai 2024 18h00 | Rhein-Neckar Löwen | 24 – 33 | Füchse Berlin       | Barclays Arena, Hambourg Arbitrage : Jurinovic, Mrvica |
| 25 mai 2024 18h00 | Juri Knorr 7       | (9–14)  | Andersson, Gidsel 7 | Barclays Arena, Hambourg Arbitrage : Jurinovic, Mrvica |
| 25 mai 2024 18h00 | ×0 ×2              | EHF     | ×1 ×3               | Barclays Arena, Hambourg Arbitrage : Jurinovic, Mrvica |

- Rhein-Neckar Löwen : Appelgren (6 arrêts sur 24 tirs), Späth (5/18, 1 but), Birlehm (0/0) – Kirkeløkke (2 buts, ), Jacobsen, Knorr (7), Móré (1), Ahouansou (4), Davidsson (1), Groetzki (2), Schefvert (), Reichmann (2), Gíslason, Andersen (1), Zacharias, Kohlbacher (3).
- Füchse Berlin : Ludwig (1 arrêt sur 5 tirs), Kireev (0/0), Milosavljev (13/32) – Wiede, Darj (2 buts, ), Tollbring (1), Andersson (7), Lichtlein (3), Lindberg (6), Gidsel (7), Freihöfer (1, ), Langhoff, av Teigum (1), Kopljar (), Marsenić (5), Drux ().

### Match pour la3eplace
| 26 mai 2024 15h00 | Dinamo Bucarest | 31 – 32 | Rhein-Neckar Löwen       | Barclays Arena, Hambourg Arbitrage : Budzak, Zahradnik |
| 26 mai 2024 15h00 | Miklós Rosta 7  | (15-18) | Kirkeløkke, Kohlbacher 6 | Barclays Arena, Hambourg Arbitrage : Budzak, Zahradnik |
| 26 mai 2024 15h00 | ×1              | EHF     | ×1                       | Barclays Arena, Hambourg Arbitrage : Budzak, Zahradnik |

### Finale
| 26 mai 2024 18h00 | SG Flensburg-Handewitt | 36 – 31 | Füchse Berlin     | Barclays Arena, Hambourg Affluence : 10 500 Arbitrage : Álvarez, Bustamante |
| 26 mai 2024 18h00 | Emil Jakobsen 7        | (15-14) | Jerry Tollbring 7 | Barclays Arena, Hambourg Affluence : 10 500 Arbitrage : Álvarez, Bustamante |
| 26 mai 2024 18h00 | ×2 ×4 ×1               | EHF     | ×1 ×4 ×1          | Barclays Arena, Hambourg Affluence : 10 500 Arbitrage : Álvarez, Bustamante |

- SG Flensburg-Handewitt : Burić, K. Møller (13 arrêts sur 41 tirs) – Pytlick  (6,  ), Golla (3), Einarsson (1), Larsen, Gottfridsson (2, ), Jørgensen (6, ), Hansen (5), Horgen, Pedersen, Zivkovic, Jakobsen (7, ), Smits, Blagotinšek , L. Møller (6). Entraîneur : Nicolej Krickau.
- Füchse Berlin : Ludwig (2 arrêts sur 9 tirs), Kireev, Milosavljev (7/34, 1 but) – Wiede, Darj (1), Tollbring (7), Andersson (5), Lichtlein (4), Lindberg (5), Gidsel (6, ), Freihöfer, Langhoff (), av Teigum, Kopljar, Marsenić (2,   ), Drux. Entraîneur : Jaron Siewert.

## Les vainqueurs
| Vainqueur - Ligue européenne 2023-2024 SG Flensburg-Handewitt 2e titre |

L'effectif du vainqueur pour cette saison 2023-2024 est :

## Meilleurs buteurs
Au terme de la compétition, les meilleurs buteurs sont :
| Rang | Joueur                     | Club                   | Buts | Tirs | %      | MJ | Moy. |
| ---- | -------------------------- | ---------------------- | ---- | ---- | ------ | -- | ---- |
| 1    | Andrii Akimenko (en)       | Dinamo Bucarest        | 95   | 122  | 77,9 % | 16 | 5,9  |
| 2    | Niclas Kirkeløkke          | Rhein-Neckar Löwen     | 93   | 158  | 58,9 % | 18 | 5,2  |
| 3    | Juri Knorr                 | Rhein-Neckar Löwen     | 91   | 146  | 62,3 % | 17 | 5,4  |
| 4    | Mathias Gidsel             | Füchse Berlin          | 84   | 125  | 67,2 % | 12 | 7,0  |
| 5    | Lasse Andersson            | Füchse Berlin          | 78   | 146  | 53,4 % | 15 | 5,2  |
| 6    | Jannik Kohlbacher          | Rhein-Neckar Löwen     | 76   | 109  | 69,7 % | 17 | 4,5  |
| 7    | Francisco Costa            | Sporting CP            | 73   | 114  | 64 %   | 12 | 6,1  |
| 8    | Gustaf Wedberg             | IK Sävehof             | 72   | 93   | 77,4 % | 13 | 5,5  |
| 9    | Óðinn Þór Ríkharðsson (en) | Kadetten Schaffhausen  | 71   | 92   | 77,2 % | 12 | 5,9  |
| 10   | Óli Mittún (en)            | IK Sävehof             | 68   | 94   | 72,3 % | 13 | 5,2  |
| 10   | Lasse Møller               | SG Flensburg-Handewitt | 68   | 105  | 64,8 % | 13 | 5,2  |